# 平成新修旧華族家系大成
平成新修旧華族家系大成（へいせいしんしゅうきゅうかぞくかけいたいせい）は、1996年に霞会館から発行された、華族令による華族（公爵、侯爵、伯爵、子爵、男爵）全1011家の系図を載せた書籍。上下2巻。

## 概要
1982年から1985年にかけて発行された『昭和新修華族家系大成』（以下、昭和版）の改訂版として作成された書籍であるが、昭和版では生没年月であったものを日まで加える、歴代当主夫人で名前不詳の人物や、次男三男以下の夫人についても極力記載するなどの大きな改訂を施しており、「昭和版の単なる補充版でない」としている。
各家ごとに、当主・家紋・略系図および解説が付されている。旧華族の系図は1994年6月1日現在のもの。各家の歴代当主およびその家族の生没年月日などが記載されており、華族制度・戸主制度が存在した時期については当主の襲爵や、隠居・分家などの年月日も記されている。
系図は、編輯委員会が昭和版や各種史資料をもとに編纂した後、各家に照会して追補・訂正を依頼し、疑問点の問い合わせを重ねて作成された。系図掲載の辞退の希望があった家については有爵者のみを記しているほか、家によっては未成年で死去した当主の兄弟姉妹（昭和版では削除された）を掲載するなど、記載密度の違いがある。また、序文では「正当な祭祀継承者が確定できない場合」や、プライバシーの問題から掲載に同意が得られない箇所があることなど、系図編纂の上での困難についても言及されている。

### 構成
上下2巻からなる。上巻の巻首に皇室・皇族・旧皇族・旧王公族を置き、ページ数を改めて「本文」として旧華族の系譜を苗字の五十音順に従って載せている。上巻には旧華族（あ～そ）、下巻には旧華族（た～わ）が収録されている。このほか、上巻には霞会館理事長 久邇邦昭による序文、下巻には編輯委員会による編輯後記を付している。

## 書誌情報
肩書きは、刊行当時のもの。
- 編纂：霞会館華族家系大成編輯委員会（代表者：上野秀治）
- 発行：社団法人霞会館（代表者：久邇邦昭）
- 発売所：吉川弘文館
- 発行年月：
  - 上巻　1996年9月刊行　ISBN 978-4642036702
  - 下巻　1996年11月刊行　ISBN 978-4642036719